# Chili aux Jeux olympiques d'hiver de 1998
Le Chili participe aux Jeux olympiques d'hiver de 1998, organisés à Nagano au Japon. Ce pays prend part à ses douzièmes Jeux olympiques d'hiver. Trois athlètes chiliens prennent part à la manifestation. La délégation chilienne ne remporte pas de médaille.

## Délégation
Le tableau suivant montre le nombre d'athlètes chiliens dans chaque discipline :
| Sport     | Hommes | Femmes | Total |
| --------- | ------ | ------ | ----- |
| Ski Alpin | 3      | 0      | 3     |
| Total     | 3      | 0      | 3     |

## Résultat

### Ski alpin

#### Courses masculines
| Athlète        | Épreuve  | Manche 1 | Manche 2 | Total           | Total |
| Athlète        | Épreuve  | Temps    | Temps    | Temps           | Rang  |
| -------------- | -------- | -------- | -------- | --------------- | ----- |
| Thomás Grob    | Descente |          |          | N'a pas terminé | –     |
| Rainer Grob    | Descente |          |          | 1 min 58 s 75   | 28    |
| Nils Linneberg | Descente |          |          | 1 min 56 s 59   | 26    |
| Thomás Grob    | Super-G  |          |          | N'a pas terminé | –     |

#### Combiné masculin
| Athlète     | Slalom  | Slalom  | Descente      | Total         | Total |
| Athlète     | Temps 1 | Temps 2 | Temps         | Temps total   | Rang  |
| ----------- | ------- | ------- | ------------- | ------------- | ----- |
| Rainer Grob | 58 s 50 | 54 s 63 | 1 min 41 s 26 | 3 min 34 s 49 | 13    |
| Thomás Grob | 56 s 51 | 51 s 41 | 1 min 40 s 68 | 3 min 28 s 60 | 11    |